# CET Bacău

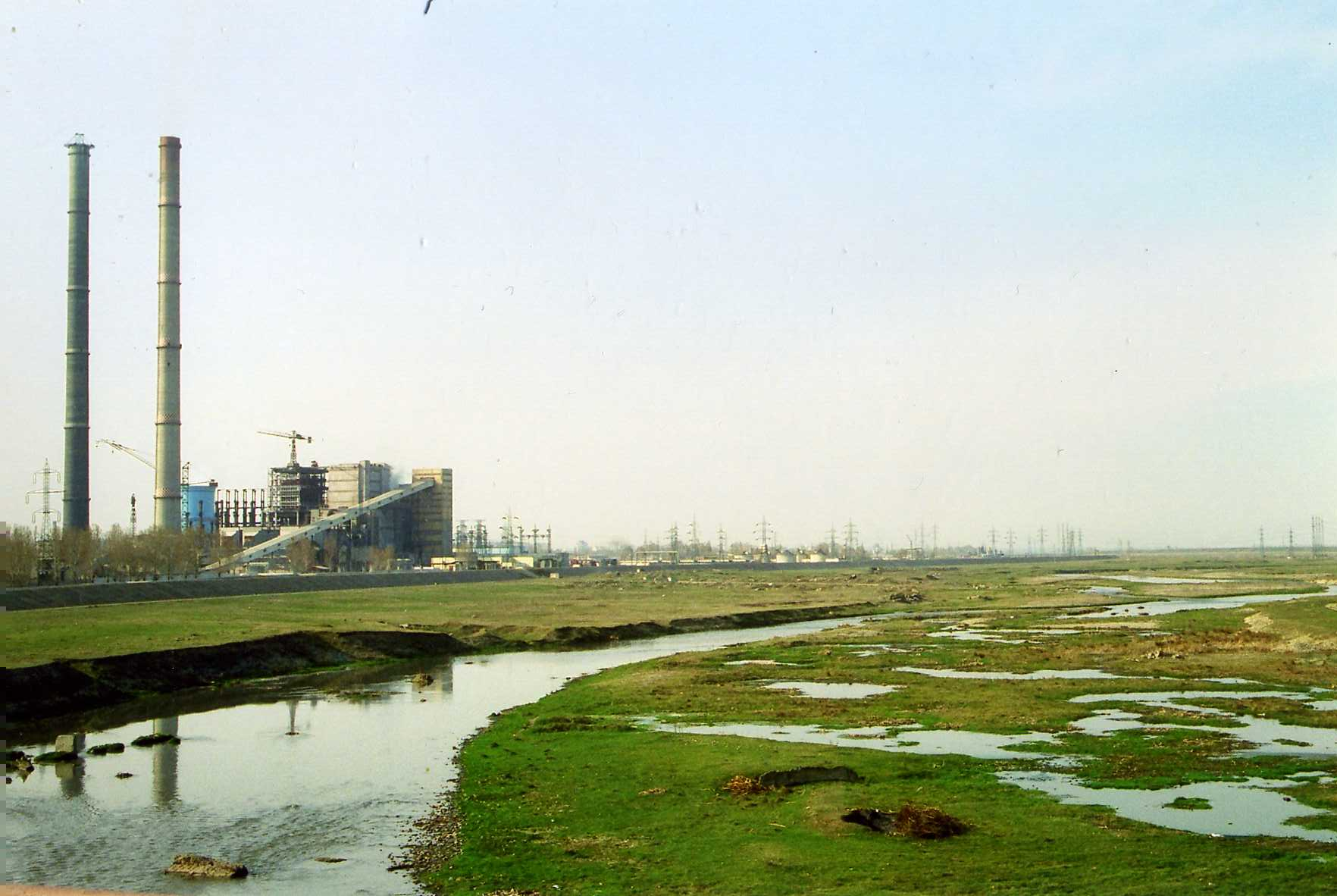
Termocentrala Bacău

Centrala Electrică de Termoficare (CET) Bacău este o companie de stat producătoare de energie electrică și termică din Bacău, România. Construcția centralei a început în anul 1984 cu Unitatea nr. 1 cu puterea de 50 MW pe lignit și hidrocarburi.

## Istoric
Ca persoană juridică, S.C. C.E.T. SA a apărut în 11 iunie 2002, în urma reorganizării Termoelectrica, care a avut ca efect trecerea centralei de termoficare în subordinea municipiului Bacău și în administrarea Consiliului Local  în conformitate cu prevederile Hotărârii de Guvern nr.104 din 07.02.2002. La data preluării, S.C. CET S.A. Bacău deținea în patrimoniu o centrală electrică de termoficare echipată cu surse de bază și de vârf și deținea în administrare sistemul de transport și distribuție a energiei sub formă de apă fierbinte care includea 36 de puncte termice.

### Centrala
În 1984 s-au pus bazele proiectului de funcționare al une centrale termoelecrice în Bacău cu funcționare pe lignit. În proiect, centrala ar fi trebuit să fie compusă din 3 grupuri energetice de 50 MW și din 4 cazane de abur cu capacitatea de 420t/h.
Magistralele pentru transportul apei fierbinți destinate termoficării urbane au început să fie executate în anul 1989, iar în anul 1990 au început lucrările pentru realizarea racordurilor pentru alimentarea punctelor termice, care ar fi urmat să alimenteze cu căldură blocurile de locuințe din municipiu.  Pe 31 decembrie 1997 grupul nr.1 de 50MW din cadrul proiectului  a fost conectat la Sistemul Energetic Național, iar în anul 1998 au fost puse în funcțiune magistralele de transport a apei fierbinți pentru termoficare urbană. În mai 2013 acest grup a fost retras din exploatare și trecut în conservare din motive de aliniere la normele de mediu, fiind un grup care genera energia pe bază de lignit.
În martie 2008 a fost pus în funcțiune al doilea grup energetic în cogenerare, cu o putere instalată de 14,25 MW, echipat cu turbină cu gaze și cazan recuperator de apă caldă, prima instalație de acest tip din țară. Din același an, datorită finalizării lucrărilor de reabilitare a punctelor termice urbane, acestea au funcționat automatizat, coordonarea funcționării fiind realizată de la nivelul dispeceratului de termoficare.
În 2014 S.C. CET S.A. Bacău a intrat în insolvență.

### Transportul și distribuția energiei termice
În 2003, 11 centrale termice de zonă au fost transferate în administrarea S.C. CET S.A. Bacău de la S.C. TERMLOC S.A. Bacău, iar în 2004 același lucru s-a făcut cu alte 5 centrale termice de zonă. Din data de 1 august 2005, SC CET SA Bacău a devenit unicul furnizor de energie termică urbană din oraș, atunci când alte 20 centrale termice de zonă împreună cu stațiile de hidrofoare aferente au fost transferate în administrarea sa, tot de la TERMLOC S.A.  .
Cea mai mare parte dintre centralele termice au fost dezafectate sau transformate în puncte termice, consumatorii aferenți fiind preluați de sistemul de termoficare. 
- septembrie 2005- aprilie 2006 au mai funcționau 17 CT-uri;
- mai 2006- august 2007  au mai funcționat 15 CT-uri;
- septembrie 2007 - 2016) doar 10 CT-uri au rămas funcționale.

În anul în care CET Bacău a intrat în insolvență (2014) Consiliul Local a aprobat înființarea unei noi societăți care să preia distribuția agentului termic, numită S.C. THERMOENERGY GROUP S.A., Bacău.

## Structura rețelei de transport și distribuție
S.C.CET S.A.Bacău asigură transportul energiei termice produse sub formă de apă fierbinte prin rețelele termice de transport, bifilare (tur-retur) aferente sistemului de alimentare centralizată cu energie termică a Bacăului. Lungimea totală a traseului rețelelor termice de transport  este de 30,7 km.
Din rețelele termice de transport, sunt alimentate :
- 57 stații termice (puncte termice urbane) aflate în exploatarea S.C.CET S.A. Bacău, prin care sunt alimentați consumatorii de tip urban și asimilați, puterea termică totală instalată în punctele termice fiind de  309,67 MWt.
- 10 puncte termice aparținând unor agenți economici, puterea termică totală instalată fiind de  21,07 MWt.

De asemenea S.C CET S.A .Bacău mai deține transportul și distribuția energiee termice livrate sub formă de abur industrial se realizează către 2 consumatori (Amurco și Letea), lungimea conductelor însumând 5,77 km.